# Lintsaari
Lintsaari är en ö i Finland. Den ligger i sjön Haapajärvi och i kommunen Villmanstrand i den ekonomiska regionen  Villmanstrands ekonomiska region  och landskapet Södra Karelen, i den södra delen av landet, 200 km öster om huvudstaden Helsingfors. Öns area är 0,8 hektar och dess största längd är 220 meter i nord-sydlig riktning.